# Битва при Русокастро
Битва при Русокастро (болг. Битка при Русокастро) — сражение между войсками византийского императора Андроника III Палеолога и болгарского царя Ивана Александра в 1332 году. Сражение произошло в окрестностях Русокастро. Болгары одержали победу.

## Предыстория
После разгрома болгар сербами в битве при Вельбужде, сербские войска захватили несколько болгарских крепостей. Болгарские бояре предложили соединить Болгарию и Сербию в единое государство, но Стефан Дечанский отказался: он понимал, что предложение некоторых болгарских бояр, однако не вызовет ту же реакцию других представителей болгарской знати. Сербский король распустил войско, оставив только один отряд для похода на Тырново. Пользуясь данной группировкой он восстановил на престоле свою сестру Анну с её малолетним сыном от погибшего болгарского царя Иваном Стефаном. Жену покойного болгарского царя и сестру Андроника III Феодору изгнали из страны. Это стало поводом для вторжения византийцев на территорию болгарского царства.
Из Адрианополя осенью 1330 года Андроник III с армией вторгся в южную Болгарию и установил свою власть вплоть до реки Тунджи. Поражения на границах вызвало недовольство болгарской знати и ранней весной следующего, 1331 года, в Болгарии произошёл государственный переворот. Царица Анна вместе со своим сыном была изгнана из страны. На престоле утвердился племянник Михаила III Шишмана Иван Александр. При нём войны с византийцами возобновились.

## Сражение
Война с Византией началась ещё 1330 году, когда сербы заняли несколько византийских приграничных городов. А после захвата Андроником III южной Болгарии, началась и война с болгарами. По словам Григоры, лагерь византийцев для начала похода был разбит в Дидимотике, где он устроил состязания в честь рождения своего сына и наследника престола Иоанна. Одновременно, летом 1332 году в союзе с валашским воеводой Бессарабом Иван-Александр с войском в 8 000 человек вторгся в оккупированную византийцами территорию. Византийская армия насчитывала в себе около 3 000 воинов, которые заняли позиции под Русокастром. Болгарско-валашская армия выступила им на встречу и в произошедшем сражении одержали верх.
Известно, что 17 июля стороны заключили мир, но этой же ночью, Иван Александр получил двухтысячное подкрепление, состоявшее из татар. Решив нарушить договор, он не следующий день выступил против врага. В центре были расположены элитные тяжеловооружённые всадники, да и численное превосходство было за противником. Однако византийская разведка смогла разузнать о наступлении болгар, и Ивана Александра встречало всё византийское войско во главе с самим Андроником. В начале он решил разделить всю армию на три части, но затем видя подавляющее превосходство противника собрал войска в один строй, построив их в форму «Луны». Пытаясь приободрить воинов, византийский император произнёс пламенную речь. После этого, он атаковал болгар, однако опираясь на своё численное превосходство, последние отправили татарскую конницу в глубокий обход противника и ударили ему в тыл. По словам Григоры, византийцы очень храбро бились против превосходящих сил врага. Сам Андроник очень отважно бился во главе 6 передовых фаланг, но под натиском противника византийцы всё же отступили в крепость. Сообщают, что было убито не более сотни византийцев, но бегство охватило многих. Византийские солдаты отступили к воротам, но горожане не впускали их. Тогда солдаты силой выломали ворота и наказали горожан: многих из них убили или выгнали из города. Однако ситуация для византийцев была плачевной: в городе отсутствовал подножный корм, а на мирные переговоры они не решались. Однако вскоре Иван Александр предложил Андронику переговоры, и в их ходе византийский император смог заключить Русокастроский мир, по условиям которого между двумя государствами подтверждался статус-кво. Договор был скреплён браком дочери Андроника III Марией и сыном болгарского царя Михаилом.

## Последствия
После мира, византийцы ушли из Болгарии и начали боевые действия с сербами, которые, тем временем, вторглись в византийскую северную Македонию. В результате, этот византийско-болгарский мир обеспечил Андронику спокойный тыл, так что Византия могла быть спокойна за свои фракийские земли.